# Крылаткова, Екатерина Андреевна
Екатерина Андреевна Крылаткова (род. 12 октября 1983, Дегтярск) — российская биатлонистка.

## Биография
Спортом Екатерина занялась достаточно поздно — лишь в 14 лет. Занималась в спортивном клубе «Уралец» у В. И. Сунцова. Спустя полтора года перешла в группу заслуженного тренера России Г. П. Корчагина. Тогда же пришли и первые серьезные успехи. В 1998 году Екатерина стала серебряным призёром первенства России в эстафете. В 2001 на первенстве России стала чемпионкой в эстафете и завоевала бронзу в спринте. С 2002 по 2004-й — входила в состав юниорской сборной страны. На первенстве мира 2003 года в своей возрастной группе показала 12-й результат в спринте. В 2005 году впервые отличилась среди взрослых, заняла второе место в спринте на чемпионате России и выполнила норматив мастера спорта международного класса.
В 2005 году перешла из лыжного спорта в биатлон. В 2006 году стала чемпионкой России по биатлону среди молодежи в эстафете. В сезоне 2006/2007 дебютировала в Кубке Европы по биатлону. На этапе в Турине заняла 2 место в спринте и 7 место в преследовании. В сезоне 2005/06 года участвовала в этапе Кубка мира в Ханты-Мансийске, где была 34-й в спринте и 42-й в гонке преследования.
В 2008 году окончила УралГАФК. Работает тренером в Нижнем Тагиле.